# Мартини, Альберто
Альберто Мартини (ит. Alberto Martini, род. 24 ноября 1876 г. Одерцо — ум. 8 ноября 1954 г. Милан) — итальянский художник, график, литограф и иллюстратор. Является одним из предтеч такого художественного течения, как сюрреализм.

## Жизнь и творчество
Родился в семье профессора и художника-портретиста, преподававшего рисунок и черчение в Техническом институте Тревизо. Первым учителем живописи у Альберто был его отец. Значительную часть творческого наследия художника составляют его иллюстрации к художественной литературе, к произведениям итальянских авторов (Луиджи Пульчи, Алессандро Тассони) — в особенности в начальный период. Первая выставка его работ состояла также из 14 иллюстративных листов к антологии «La corte dei miracoli» и состоялась на венецианском биеннале в 1897 году. На следующий год художник переезжает в Монако и работает там иллюстратором для художественных журналов. В 1901 году он делает иллюстрации для издания « La Divina Commedia». К началу июля 1905 года Альберто Мартини представляет свои 132 сделанных тушью иллюстраций к произведениям Эдгара Алана По, которые он дорабатывает и совершенствует вплоть до 1909 года. Графика его носит следы, оставленные творчеством таких мастеров, как А.Альтдорфер, Алберт Дюрер, Урс Граф, Лукас Кранах-старший, Петер Брейгель, которые Мартини тщательно изучал. В 1907 году состоялась первая персональная выставка Мартини в Лондоне. В том же году он знакомится с издателем Уильямом Хейнеманом, публикующим некоторые его работы. В 1910 году умирает отец художника и Альберто возвращается в Италию. Вместе с матерью художник живёт в сельской местности близ Тревизо на севере страны. Здесь он продолжает иллюстрированную работу, в том числе над произведениями Шекспира (Гамлет) и стихотворениями Поля Верлена. В период с 1915 по 1920 год Мартини занимается собственно живописью и создаёт серию произведений на тему «женщины-бабочки», в которых особенно сильно проявилось его тяготение к сюрреализму.
С началом Первой мировой войны и вступлением в неё Италии художник создаёт целый ряд почтовых открыток пропагандистского содержания под общим названием «Танец смерти Европы» (Danza Macabra Europea), направленный против главного врага Италии в этой войне — Австро-Венгрии. В 1912—1923 годы работает над частными заказами, в частности для маркизы Луизы Казати и Паолы д’Остхейм. В послевоенные годы проходят его выставки в Лондоне, Милане, Болонье, Ливерпуле, он участвует в биеннале в Венеции. Как опятный художник-иллюстратор и театральный, сценический мастер он публикует свои изыскания по этим вопросам в сочинении «Il Tetiteatro», вышедшем в 1923 году. В 1924 году Мартини женится на художнице Марии Петринге, ставшей его музой и вдохновительницей. В 1928 году, считая, что итальянская критика недооценивает его творчество, Мартини уезжает в Париж. Здесь в период см 1929 и по 1934 год он создаёт целый ряд работ, объединённых названием «Картины цветов неба». Во Франции художник близок к таким мастерам, как Франсис Пикабиа, Макс Эрнст, Рене Магритт, Хуан Миро и Андре Бретон, которые приглашают Мартини вступить в группу сюрреалистов — однако художник, желая сохранить свою независимость, отклоняет это предложение. В 1934 году, художник возвращается в Италию, где оставалась его жена. В 1940 году Мартини издаёт иллюстрированный журнал « Perseus» со своими карикатурами и сатирическими зарисовками. В 1946 году он получает почётный диплом Музея изящных искусств в Нанси. К 1952 году создаёт серию. литографий по мотивам произведений Райнера Мария Рильке. Рисовать продолжал вплоть до своей кончины в 1954 году.

## Галерея

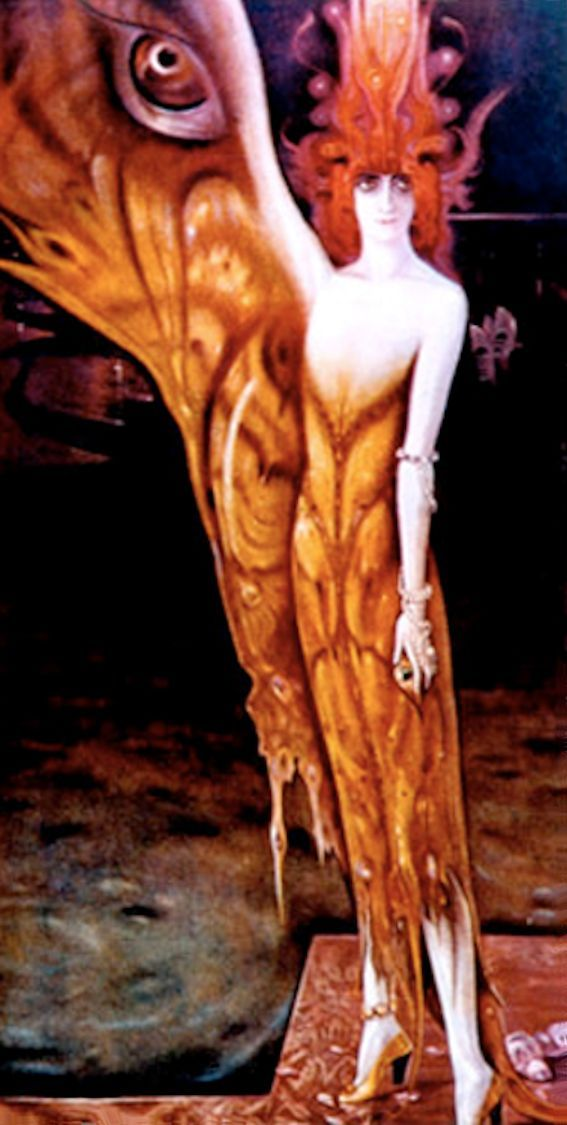
Портрет маркизы Луизы Казати (1912)
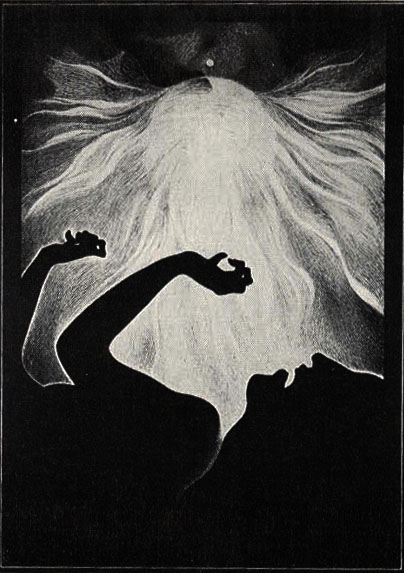
Из иллюстраций к произведениям Э.А.По
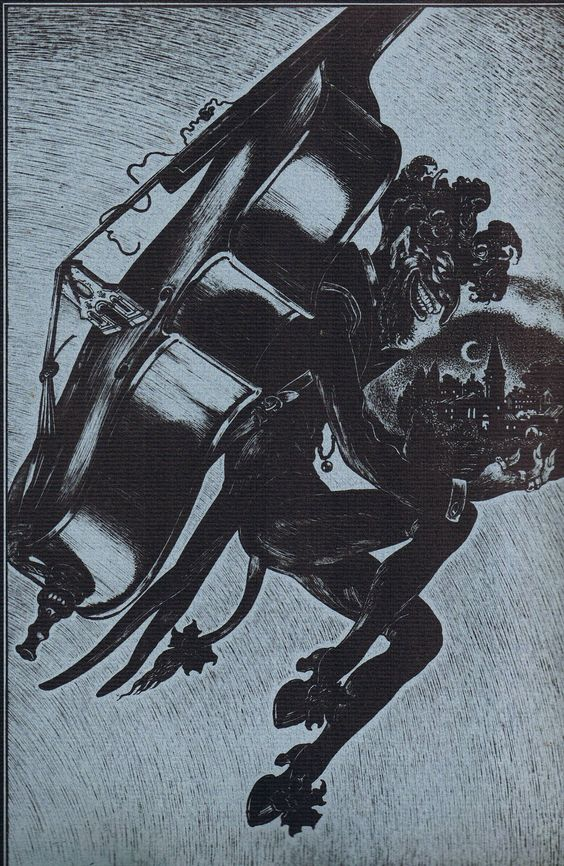
Из иллюстраций к произведениям Э.А.По
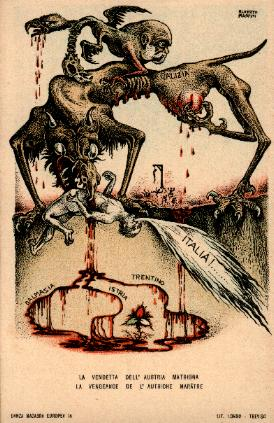
Из «военных открыток» Первой мировой войны